# 丽纹龙蜥
丽纹龙蜥（学名：Diploderma splendidum）也称丽纹攀蜥，为飛蜥科龙蜥属的一種。分布於中国大陆的河南、湖北、湖南、四川、贵州、云南、陕西、甘肃、西藏等地，主要生活于山区、常见于灌丛杂草间以及公路旁岩石上或碎石间。其生存的海拔范围約为380至2520公尺。该物种的模式产地在湖北宜昌附近。
2020年部分中国学者建议将 Japalura 的中文名改为“龍蜥屬”，而将 Diploderma 的中文属名改名为“攀蜥屬”。故本种在有些资料中又被称为“丽纹攀蜥”。然而也有学者反对这种不必要的中文名变更，建议维持物种中文名的稳定性。在中国科学院昆明动物研究所研究人员主编的《中国两栖、爬行动物分类变动汇总》中也未接收该建议，仍将 Diploderma 称为“龙蜥属”。

## 辨識特徵

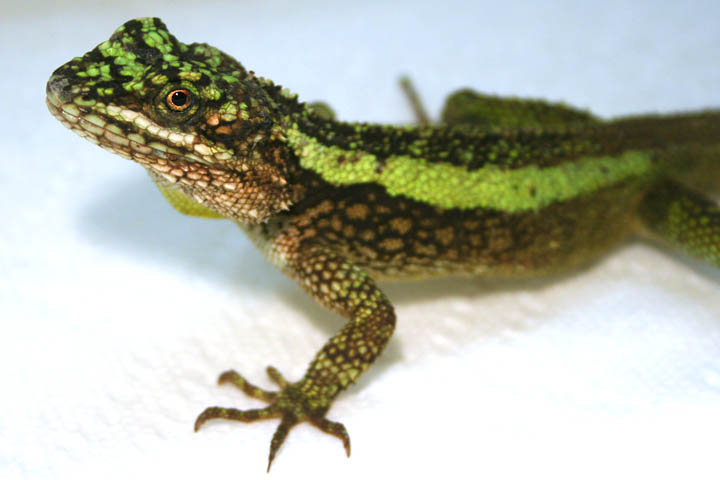
近年由於丽纹龙蜥成為熱門的養殖寵物，野外的族群也遭受波及，常有許多商家將野外的個體捕捉並販售供人飼養

體長 9～25 公分，最大可達 40 公分，雄性體型較大。體側各有一條由菱斑連貫（雌性連貫不明顯）形成的草綠色（有些個體較偏黃綠色）縱帶（雄性較鮮豔），雄性背部顏色呈橄欖色（雌性呈淺褐色且有深色斑塊），頭頂有許多草綠色的粗斑塊（雌性呈黃綠色）。

## 保护
本种于2023年被收录入《有重要生态、科学、社会价值的陆生野生动物名录》。

## 生態習性
居住於潮濕的溫帶叢林，日行性，常在灌木叢間或岩石上活動，性格活躍，領域性強。多以小型無脊椎動物為食。

### 飼養
養殖業者常稱丽纹龙蜥為「麗紋」。丽纹龙蜥對環境的適應性強，適合飼養，注意事項如下：
1. 飼養容器不需太大（但要超過蜥蜴本身的體長）
2. 保持溫暖潮濕（不能太悶熱）
3. 建議在飼養容器內種植一些植物（或仿真植物）
4. 建議放置些沉木、石塊（勿用熱岩）或藤條供其攀爬
5. 飼養容器底部以沙子或砂石鋪墊
6. 放置水盆供其飲用
7. 丽纹龙蜥喜歡曬太陽，建議在飼養容器內架設UVB（紫外線 B 光）燈或UVA（紫外線 A 光）射燈

## 扩展阅读
維基物種上的相關：丽纹龙蜥